# ウィリアム・ハワード (1714-1756)
アンドーヴァー子爵ウィリアム・ハワード（英語: William Howard, Viscount Andover、1714年12月23日 – 1756年7月18日）は、グレートブリテン王国の政治家。1737年から1747年まで庶民院議員を務めた。

## 生涯
第11代サフォーク伯爵ヘンリー・ボーズ・ハワードと妻キャサリン（Catherine、旧姓グラハム（Graham）、1762年2月13日没、ジェームズ・グラハム大佐の娘）の長男として、1714年12月23日に生まれ、ウィルトシャーのチャールトンで洗礼を受けた。1725年から1728年までイートン・カレッジで教育を受けた。
1737年4月、キャッスル・ライジング選挙区の補欠選挙に出馬した。キャッスル・ライジングではサフォーク伯爵家と首相ロバート・ウォルポールが1議席ずつ掌握しており、アンドーヴァー子爵は当選を果たした。
議会ではトーリー党の一員として行動、1739年にパルド協定に反対票を投じた。1741年のウォルポール罷免動議では父が貴族院で賛成票を投じた一方、アンドーヴァー子爵は投票せずに退席した。同年の総選挙では父がはじめウェストモーランド選挙区で出馬させようとしたが、最終的には父が第6代準男爵サー・フィリップ・マスグレイヴを支持したため、ウェストモーランドでの立候補を断念、代わりにキャッスル・ライジングで再選した。
1747年イギリス総選挙では出馬せず、議員を退任した。
1756年7月18日、オックスフォードシャーで馬車からの転落事故により父に先立って死去した。

## 家族
1736年11月6日、メアリー・フィンチ（Mary Finch、1717年3月1日 – 1803年3月16日、第2代エイルズフォード伯爵ヘニッジ・フィンチの娘）と結婚、1男3女をもうけた。2人の結婚直後にルーシー・ウェントワース（Lucy Wentworth）が書いた手紙（1737年1月29日付）によれば、メアリーはかなりの美人だった。メアリーは晩年には隠居生活を送った。
- ヘンリー（1739年5月16日 – 1779年3月7日） - 第12代サフォーク伯爵、第5代バークシャー伯爵[1]
- フランシス - 1783年2月25日、リチャード・バゴット（Richard Bagot、1733年11月13日 – 1819年2月18日、第5代準男爵サー・ウォルター・バゴット（英語版）の四男。後に姓をハワードに改めた）と結婚、1女メアリー（1877年10月19日没）をもうけた[5]